# آرام يرغنيان
آرام يرغنيان (بالأرمنية: Արամ Երկանեան)‏ هو ثوري أرمني اشتهر باغتياله بهاء الدين شاكر وفاتالي خان خويسكي كعمل انتقامي لدورهما في الإبادة الجماعية للأرمن ومذبحة الأرمن في باكو على التوالي. وُلد في 20 مايو عام 1900، وتُوفي في 2 أغسطس 1934. ويُعتبر بطلاً قوميًا للأرمن. 

## حياته السابقة
وُلد آرام يرغيان في أرضروم في 20 مايو 1900. وكان الطفل الثالث لسركيس يرغيانان ومريم سوغويان يرغيانان. التحق بمدرسة محلية في أرضروم.
لجأت عائلة يرغيان التي شهدت الإبادة الجماعية للأرمن إلى القوقاز. وفي عام 1917، التحق بفرق المتطوعين الأرمن وقاتل إلى جانب الجنرال درو في معركة باش آباران. وبفوزه على القوات العثمانية وإنشاء جمهورية أرمينيا الديمقراطية في عام 1918، جُنّد يرغانيان في الجهاز التنفيذي للاتحاد الثوري الأرمني الذي كان له دور أساسي في إنشاء عملية العدو، وهي عملية سرية تهدف إلى اغتيال جميع المنظمين الرئيسيين للمجازر ضد الأرمن في أذربيجان والإمبراطورية العثمانية.

## عملية العدو
بعد أن فقدت أرمينيا استقلالها أمام البلاشفة، توجه يرغنيان إلى تبيليسي حيث تم تكليفه هو وميساك غريغوريان باغتيال رئيس الوزراء السابق لجمهورية أذربيجان الديمقراطية فاتالي خان خويسكي وزعيم حزب موسافات خان خانوف. وفي 19 يونيو 1920، التقوا في ميدان يريفان في تبليسي أثناء انتظارهم إشارة من شركائهم. وعندما كان خويسكي ومحمودوف على بعد 100 إلى 150 متر، فتحوا النار عليهما على الفور. قُتل خويسكي على الفور، بينمها هرب محمودوف مُصابًا ببعض الجروح فقط.
بعد انتهاء مهمته في تبليسي، ذهب يرغيانان إلى القسطنطينية حيث حاول تجنيد المزيد من المنتقمين.
كُلّف يرغنيان وأرشافير شيراكيان في وقت لاحق بمهمة اغتيال كل من جمال عزمي و بهاء الدين شاكر اللذين كانا في برلين.وفي 17 أبريل 1922، قابل شيراكيان عزمي وشاكر يمشيان مع أسرهما في شارع أولاندستراس. تمكن شيراكيان من قتل عزمي وجرح شاكر فقط. ركض يرغيانيان مُلاحقًا بهاء الدين وتمكن من قتله برصاصة في رأسه. 

## حياته في وقت لاحق
بعد عمله في ألمانيا، ذهب يرغنيان إلى النمسا ثم إلى بوخارست حيث عاش حتى انتقل إلى بوينس آيرس عام 1927. وفي بوينس آيرس، أصبح يرغنيان محررًا لصحيفة «أرمينيا» المحلية.
وتزوّج في عام 1931 من زابيل باراجيان وأنجب منها ابنة واحدة.
بعد إصابته بالسل، انتقل يرغنيان إلى قرطبة حيث تُوفي في 2 أغسطس 1934 عن عمر يناهز 34 عامًا. ودُفِن في مقر الاتحاد الثوري الأرمني المحلي.